# Gai Flamini (pretor)
Gai Flamini (llatí: Caius Flaminius) va ser un magistrat romà. Formava part de la gens Flamínia, una família romana d'origen plebeu.
Va ser elegit edil curul en data incerta. L'any 66 aC va ser pretor, el mateix any en què Ciceró també va exercir aquest càrrec. Alguns anys abans, quan Flamini havia estat edil curul, Ciceró va defensar Dècim Matrini (Decimus Matrinius), un escriba dels edils, davant del tribunal presidit per ell.